# Sp3
Sp3 es un factor de transcripción humano que hace referencia tanto al gen como a la proteína que codifica. Sp3 pertenece a la familia de factores de transcripción Sp1, que codifica factores de transcripción implicados en la regulación de la transcripción mediante su unión a secuencias consenso GC y GT en los promotores de los genes diana. Esta proteína contiene un dominio de unión a ADN de dedos de zinc y varios dominios de transactivación, y ha sido reportada como un factor de transcripción bifuncional que estimula o reprime la transcripción de numerosos genes. Se han descrito diversas variantes transcripcionales de este gen, que codifican diferentes isoformas de la proteína, siendo una de ellas la responsable del inicio de la traducción desde un codón de inicio no-AUG (AUA). El resto de isoformas resultan del uso de sitios alternativos de inicio de la traducción.

## Interacciones
La proteína Sp3 ha demostrado ser capaz de interaccionar con:
- HDAC2[2][3]
- PIAS1[4]
- E2F1[5]
- GABPA[6]